# Rossum (Overijssel)
Rossum is een kerkdorp in de Twentse gemeente Dinkelland in de Nederlandse provincie Overijssel. Rossum ligt ten noorden van Oldenzaal en ten zuiden van Ootmarsum. Op 1 januari 2023 telde de woonkern 2.365 inwoners. Tot de gemeentelijke herindeling van 1 januari 2001 behoorde het dorp tot de gemeente Weerselo. Rossum was in het verleden een van de vele marken in deze gemeente.
De inwoners van het dorp dragen als bijnaam de naam Görtekeurne, dat gortkorrels betekent. In Rossum is een zeer actieve carnavalsvereniging genaamd 'n Lesten Stuuver. Elk jaar is hier een carnavalsoptocht en een gala.
In 2005 vormde het dorp het toneel voor een deel van de opnamen van de eerste serie van Van Jonge Leu en Oale Groond.
Er is ook een plaats met de naam Rossum in de provincie Gelderland.

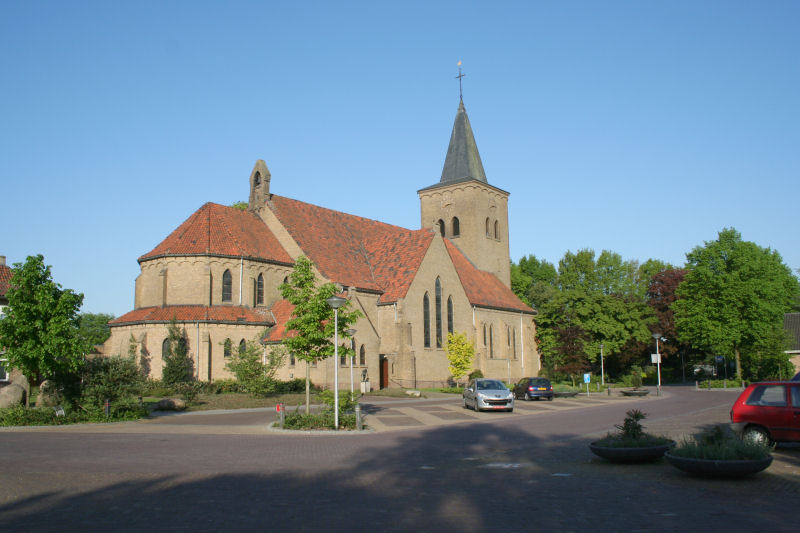
De St. Plechelmuskerk te Rossum
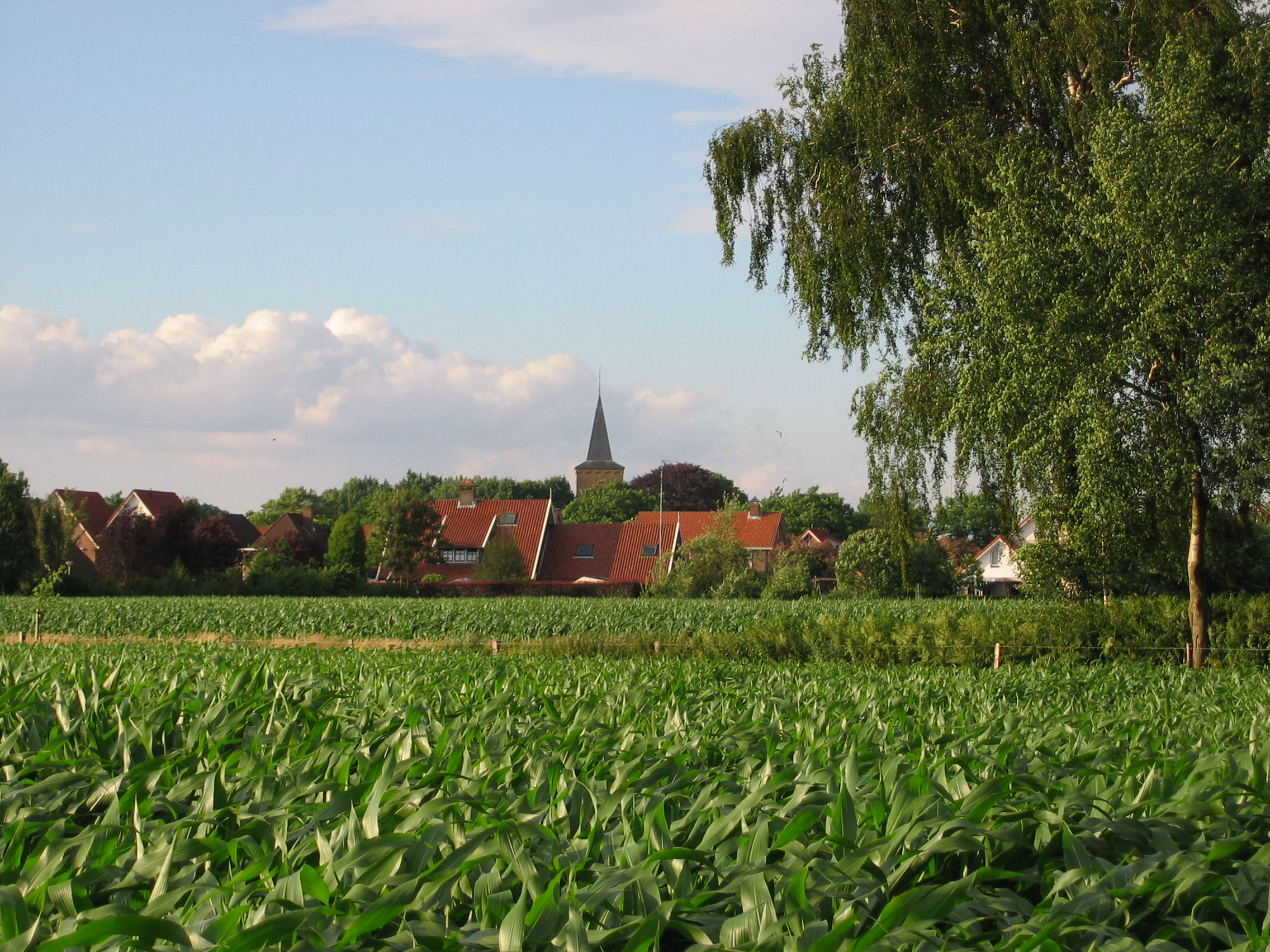
Gezicht op Rossum vanaf Lemselo

## Geboren
- Jos Lansink (1961), Nederlands-Belgisch springruiter
- Patrick Bosch (1964-2012), voetballer